# Liste der Einträge in das National Register of Historic Places im Colfax County (New Mexico)
Diese Liste der Einträge im National Register of Historic Places im Colfax County (New Mexico) enthält alle im Colfax County, New Mexico in das National Register of Historic Places eingetragenen Gebäude, Bauwerke, Objekte, Stätten oder historischen Distrikte.
Diese Liste entspricht dem Bearbeitungsstand des National Park Service/National Register of Historic Places vom 18. Oktober 2024.

## Legende
| NRHP | Historic Place             |
| NHL  | National Historic Landmark |
| HD   | National Historic District |

## Aktuelle Einträge
| [ 2 ] | Name                                                                       | Bild                                | Eintragsdatum                  | Lage | Ort        | Beschreibung                                                 |
| ----- | -------------------------------------------------------------------------- | ----------------------------------- | ------------------------------ | --- | ---------- | ------------------------------------------------------------ |
| 1     | Casa del Gavilan                                                           | weitere Bilder                      | 7. Dez. 2017 ID-Nr. 100001882  | 570 New Mexico State Road 21, südlich von Cimarron 36° 26′ 19,3″ N, 104° 57′ 25,4″ W                                               | Cimarron   |                                                              |
| 2     | Catskill Charcoal Ovens                                                    |                                     | 30. Jan. 1978 ID-Nr. 78001813  | westlich von Raton 36° 56′ 7″ N, 104° 46′ 36″ W                                                                                    | Raton      |                                                              |
| 3     | Cimarron Historic District                                                 | weitere Bilder                      | 3. Apr. 1973 ID-Nr. 73001140   | entlang der New Mexico State Road 21, südlicher Abschnitt 36° 30′ 16″ N, 104° 55′ 17″ W                                            | Cimarron   |                                                              |
| 4     | Cimarron Mercantile                                                        | Cimarron Mercantile                 | 13. Juni 2019 ID-Nr. 100003458 | 709 S. Collison St. 36° 30′ 15,1″ N, 104° 55′ 15,6″ W                                                                              | Cimarron   |                                                              |
| 5     | Clifton House Site                                                         | Clifton House Site                  | 7. Apr. 1995 ID-Nr. 94000325   | Adresse nicht veröffentlicht | Raton      |                                                              |
| 6     | Colfax County Courthouse                                                   | weitere Bilder                      | 18. Juni 1987 ID-Nr. 87000882  | 3rd und Savage Street 36° 54′ 15″ N, 104° 26′ 26″ W                                                                                | Raton      |                                                              |
| 7     | Colfax County Courthouse in Springer                                       | weitere Bilder                      | 7. Dez. 1987 ID-Nr. 87000883   | 614 Maxwell Avenue 36° 21′ 50,2″ N, 104° 35′ 43,2″ W                                                                               | Springer   |                                                              |
| 8     | Columbian School                                                           | weitere Bilder                      | 15. März 1996 ID-Nr. 96000261  | 700 N. 2nd St. 36° 54′ 36″ N, 104° 26′ 13″ W                                                                                       | Raton      |                                                              |
| 9     | R.H. Cowan Livery Stable                                                   | R.H. Cowan Livery Stable            | 3. Aug. 1979 ID-Nr. 79001538   | 220 Maxwell Avenue 36° 21′ 34″ N, 104° 35′ 41″ W                                                                                   | Springer   |                                                              |
| 10    | Dawson Cemetery                                                            | weitere Bilder                      | 9. Apr. 1992 ID-Nr. 92000249   | nordwestlich der U.S. Route 64 und der Dawson Road 36° 39′ 19″ N, 104° 46′ 1,9″ W                                                  | Dawson     |                                                              |
| 11    | Dorsey Mansion                                                             |                                     | 4. Sep. 1970 ID-Nr. 70000399   | nordöstlich von Abbott, in der Nähe der U.S. Route 56 36° 29′ 12″ N, 104° 11′ 28″ W                                                | Abbott     |                                                              |
| 12    | Eagle Nest Dam                                                             | Eagle Nest Dam                      | 18. Apr. 1979 ID-Nr. 79001537  | südöstlich von Eagle Nest, in der Nähe der U.S. Route 64 36° 31′ 54″ N, 105° 13′ 44″ W                                             | Eagle Nest |                                                              |
| 13    | El Raton Theater                                                           | weitere Bilder                      | 17. Jan. 2007 ID-Nr. 06001250  | 115 N. 2nd Street 36° 54′ 15″ N, 104° 26′ 21″ W                                                                                    | Raton      |                                                              |
| 14    | El Vado de las Piedras and the Santa Fe Trail-Colfax County Trail Segments |                                     | 21. Apr. 1994 ID-Nr. 94000327  | südlich der U.S. Route 56, am Canadian River 36° 18′ 10″ N, 104° 29′ 21″ W                                                         | Springer   |                                                              |
| 15    | Folsom site                                                                | Folsom site                         | 15. Okt. 1966 ID-Nr. 66000473  | Adresse nicht veröffentlicht | Folsom     |                                                              |
| 16    | Immanuel Lutheran Church                                                   | Immanuel Lutheran Church            | 23. Feb. 2015 ID-Nr. 15000026  | 307 Summit Avenue 36° 21′ 36,4″ N, 104° 35′ 30,8″ W                                                                                | Springer   |                                                              |
| 17    | Kearny School                                                              | Kearny School                       | 15. März 1996 ID-Nr. 96000259  | 800 S. 3rd Street 36° 53′ 42″ N, 104° 26′ 31,9″ W                                                                                  | Raton      |                                                              |
| 18    | Longfellow School                                                          | Longfellow School                   | 15. März 1996 ID-Nr. 96000262  | 700 E. 4th Street 36° 53′ 53″ N, 104° 26′ 3,8″ W                                                                                   | Raton      |                                                              |
| 19    | Maxwell-Abreu and North (Martinez) Houses                                  | weitere Bilder                      | 23. Juni 1993 ID-Nr. 93000253  | nordwestlich der Kreuzung der New Mexico State Road 121 mit dem Rayado Creek 36° 22′ 4″ N, 104° 55′ 49″ W                          | Cimarron   |                                                              |
| 20    | Mills House                                                                | weitere Bilder                      | 6. Okt. 1970 ID-Nr. 70000400   | 509 1st Street 36° 21′ 26″ N, 104° 35′ 30″ W                                                                                       | Springer   |                                                              |
| 21    | Original Townsite Historic District                                        | Original Townsite Historic District | 27. März 2008 ID-Nr. 08000230  | zwischen der Clark und Cimmaron Avenue, der S. 2nd und S. 7th Street 36° 53′ 57,8″ N, 104° 26′ 36,9″ W                             | Raton      |                                                              |
| 22    | Point of Rocks Historic District                                           |                                     | 21. Apr. 1994 ID-Nr. 94000328  | Jones Well Road, östlich der Point of Rocks Road 36° 25′ 19″ N, 104° 9′ 32″ W                                                      | Springer   |                                                              |
| 23    | Raton Armory                                                               | Raton Armory                        | 15. März 1996 ID-Nr. 96000260  | 901 S. 3rd Street 36° 53′ 33″ N, 104° 26′ 33″ W                                                                                    | Raton      |                                                              |
| 24    | Raton Downtown Historic District                                           | weitere Bilder                      | 21. Okt. 1977 ID-Nr. 77000923  | zwischen der Rio Grande, Clark, 1st und 3rd Street, inklusive der 3rd St., Apache und Parsons Avenue 36° 53′ 58″ N, 104° 26′ 21″ W | Raton      | Für diesen Eintrag besteht eine weitere Referenz ID 14000897 |
| 25    | Raton Junior-Senior High School                                            | Raton Junior-Senior High School     | 15. März 1996 ID-Nr. 96000263  | 500 S. 3rd Street 36° 53′ 51″ N, 104° 26′ 31″ W                                                                                    | Raton      |                                                              |
| 26    | Raton Pass                                                                 | weitere Bilder                      | 15. Okt. 1966 ID-Nr. 66000474  | U.S. Route 85 und U.S. Route 87, im Grenzverlauf von Colorado und New Mexico 36° 59′ 19″ N, 104° 29′ 11″ W                         | Raton      |                                                              |
| 27    | Raton Pass Scenic Highway                                                  | Raton Pass Scenic Highway           | 17. Sep. 2015 ID-Nr. 15000605  | Hill St. und Moulton Avenue, mit der Verlängerung zum Scenic Highway 36° 54′ 11,5″ N, 104° 26′ 56″ W                               | Raton      |                                                              |
| 28    | The Ring Place                                                             |                                     | 19. Juli 1988 ID-Nr. 88001054  | Questa Ranger District im Carson National Forest 36° 46′ 21″ N, 105° 7′ 16″ W                                                      | Cimarron   |                                                              |
| 29    | St. John’s Methodist Episcopal Church                                      | weitere Bilder                      | 18. Jan. 1978 ID-Nr. 78001814  | östlich von Raton, an der New Mexico State Road 72 und Johnson Mesa 36° 54′ 52″ N, 104° 12′ 18″ W                                  | Raton      |                                                              |
| 30    | Villa Philmonte Historic District                                          | weitere Bilder                      | 18. Aug. 1995 ID-Nr. 95001018  | Philmont Scout Ranch 36° 27′ 33″ N, 104° 56′ 56″ W                                                                                 | Cimarron   |                                                              |